# Konwencja Alpejska

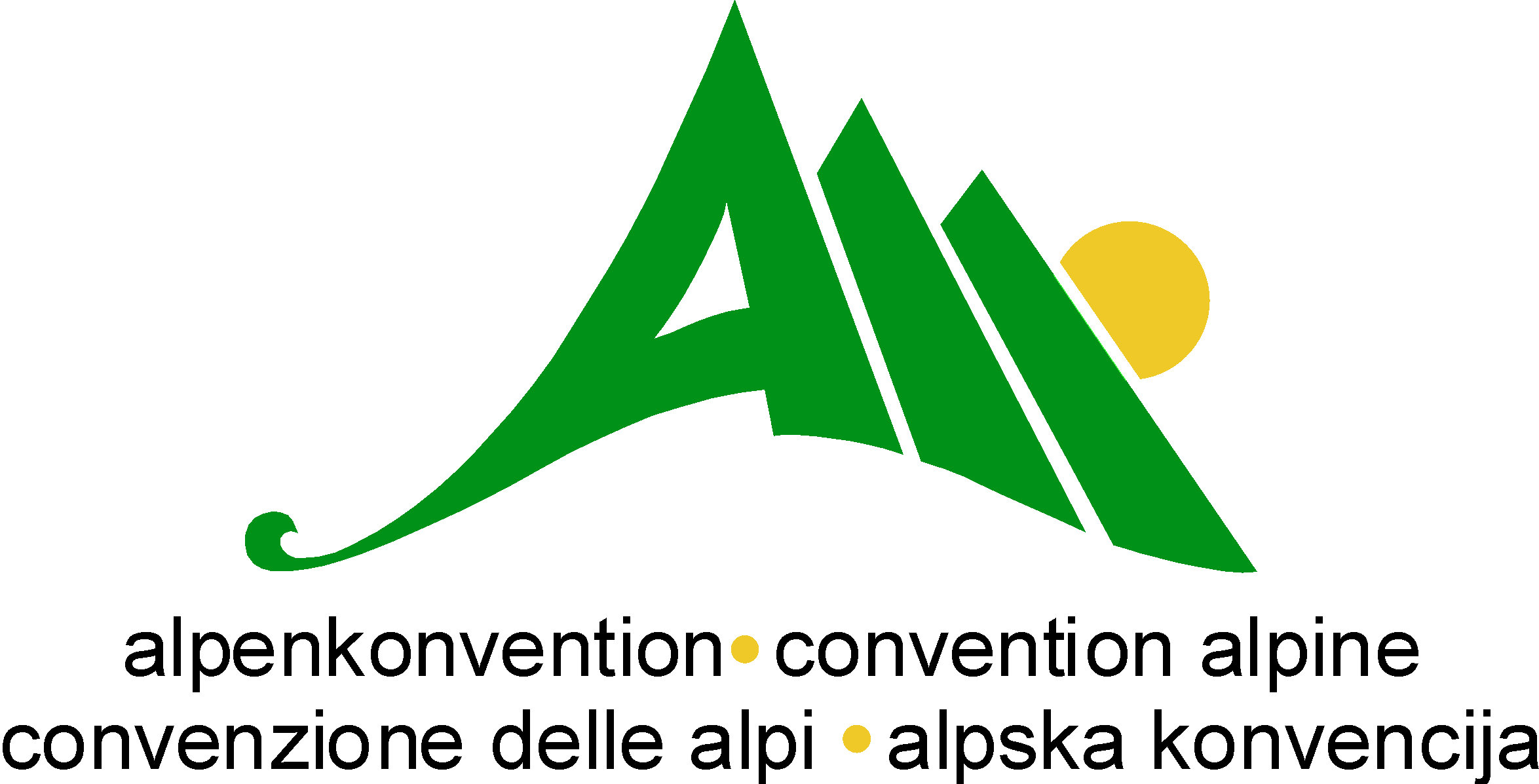
Logo Konwencji Alpejskiej.

Konwencja Alpejska – umowa międzynarodowa zawarta 7 listopada 1991 na rzecz zrównoważonego rozwoju na obszarze Alp. 
Celem konwencji jest ochrona środowiska naturalnego Alp, przy jednoczesnym wspieraniu ich rozwoju. Niniejsza konwencja ramowa obejmuje Unię Europejską i osiem państw (Austrię, Niemcy, Włochy, Liechtenstein, Monako, Słowenię oraz Szwajcarię). Otwarta do podpisu w 1991 roku, składa się z konwencji ramowej oraz różnych protokołów wykonawczych i deklaracji, weszła w życie w 1995 roku przyczyniając się do zwiększenia uznania szczególnych cech i specyfiki Alp, wykraczających poza granice krajowe, wymagających działań na szczeblu międzynarodowym.